# 1976-os NHL-amatőr draft
Az 1976-os NHL-amatőr draftot a kanadai Montréalban, a National Hockey League főhadiszállásán rendezték meg június 1-jén. Ez volt a 14. draft.

## A draft
|  | = NHL All-Star |  |  | = A Jégkorong Hírességek Csarnokának a tagja |

### Első kör
| #  | Játékos           | Poszt       | Nemzetiség                  | NHL-csapat              | Egyetem/junior/klub csapat    |
| -- | ----------------- | ----------- | --------------------------- | ----------------------- | ----------------------------- |
| 1  | Rick Green        | Védő        | Kanada                      | Washington Capitals     | London Knights (OMJHL)        |
| 2  | Blair Chapman     | Jobb szélső | Kanada                      | Pittsburgh Penguins     | Saskatoon Blades (WCHL)       |
| 3  | Glen Sharpley     | Center      | Kanada                      | Minnesota North Stars   | Hull Festivals (QMJHL)        |
| 4  | Fred Williams     | Center      | Kanada                      | Detroit Red Wings       | Saskatoon Blades (WCHL)       |
| 5  | Björn Johansson   | Védő        | Svédország                  | California Golden Seals | Orebro IK (Elitserien)        |
| 6  | Don Murdoch       | Jobb szélső | Kanada                      | New York Rangers        | Medicine Hat Tigers (WCHL)    |
| 7  | Bernie Federko    | Csatár      | Kanada                      | St. Louis Blues         | Saskatoon Blades (WCHL)       |
| 8  | David Shand       | Védő        | Kanada                      | Atlanta Flames          | Peterborough Petes (OMJHL)    |
| 9  | Réal Cloutier     | Csatár      | Kanada                      | Chicago Blackhawks      | Quebec Nordiques (WHA)        |
| 10 | Harold Phillipoff | Bal szélső  | Kanada                      | Atlanta Flames          | New Westminster Bruins (WCHL) |
| 11 | Paul Gardner      | Center      | Kanada                      | Kansas City Scouts      | Oshawa Generals (OMJHL)       |
| 12 | Peter Lee         | Jobb szélső | Egyesült Királyság · Kanada | Montréal Canadiens      | Ottawa 67’s (OMJHL)           |
| 13 | Rod Schutt        | Bal szélső  | Kanada                      | Montréal Canadiens      | Sudbury Wolves (OMJHL)        |
| 14 | Alex McKendry     | Csatár      | Kanada                      | New York Islanders      | Sudbury Wolves (OMJHL)        |
| 15 | Greg Carroll      | Center      | Kanada                      | Washington Capitals     | Medicine Hat Tigers (WCHL)    |
| 16 | Clayton Pachal    | Center      | Kanada                      | Boston Bruins           | New Westminster Bruins (WCHL) |
| 17 | Mark Suzor        | Védő        | Kanada                      | Philadelphia Flyers     | Kingston Canadians (OMJHL)    |
| 18 | Bruce Baker       | Jobb szélső | Kanada                      | Montréal Canadiens      | Ottawa 67's (OMJHL)           |
|    |                   |             |                             |                         |                               |

### Második kör
| #  | Játékos            | Poszt       | Nemzetiség                | NHL-csapat              | Egyetem/junior/klub csapat          |
| -- | ------------------ | ----------- | ------------------------- | ----------------------- | ----------------------------------- |
| 19 | Greg Malone        | Center      | Kanada                    | Pittsburgh Penguins     | Oshawa Generals (OMJHL)             |
| 20 | Brian Sutter       | Bal szélső  | Kanada                    | St. Louis Blues         | Lethbridge Broncos (WCHL)           |
| 21 | Steve Clippingdale | Bal szélső  | Kanada                    | Los Angeles Kings       | New Westminster Bruins (WCHL)       |
| 22 | Reed Larson        | Védő        | Amerikai Egyesült Államok | Detroit Red Wings       | University of Minnesota (WCHA)      |
| 23 | Vern Stenlund      | Center      | Kanada                    | California Golden Seals | London Knights (OMJHL)              |
| 24 | Dave Farrish       | Védő        | Kanada                    | New York Rangers        | Sudbury Wolves (OMJHL)              |
| 25 | John Smrke         | Bal szélső  | Kanada                    | St. Louis Blues         | Toronto Marlboros (OMJHL)           |
| 26 | Bob Manno          | Védő        | Kanada                    | Vancouver Canucks       | St. Catharines Black Hawks (OMJHL)  |
| 27 | Jeff McDill        | Jobb szélső | Kanada                    | Chicago Black Hawks     | Victoria Cougars (WCHL)             |
| 28 | Bobby Simpson      | Bal szélső  | Kanada                    | Atlanta Flames          | Sherbrooke Castros (QMJHL)          |
| 29 | Peter Marsh        | Jobb szélső | Kanada                    | Pittsburgh Penguins     | Sherbrooke Castors (QMJHL)          |
| 30 | Randy Carlyle      | Védő        | Kanada                    | Toronto Maple Leafs     | Sudbury Wolves (OMJHL)              |
| 31 | Jim Roberts        | Bal szélső  | Kanada                    | Minnesota North Stars   | Ottawa 67's (OMJHL)                 |
| 32 | Mike Kaszycki      | Center      | Kanada                    | New York Islanders      | Sault Ste. Marie Greyhounds (OMJHL) |
| 33 | Joe Kowal          | Bal szélső  | Kanada                    | Buffalo Sabres          | Hamilton Fincups (OMJHL)            |
| 34 | Lorry Gloeckner    | Védő        | Kanada                    | Boston Bruins           | Victoria Cougars (WCHL)             |
| 35 | Drew Callander     | Center      | Kanada                    | Philadelphia Flyers     | Regina Pats (WCHL)                  |
| 36 | Barry Melrose      | Védő        | Kanada                    | Montréal Canadiens      | Kamloops Chiefs (WCHL)              |
|    |                    |             |                           |                         |                                     |

### Harmadik kör
| #  | Játékos         | Poszt       | Nemzetiség                | NHL-csapat              | Egyetem/junior/klub csapat      |
| -- | --------------- | ----------- | ------------------------- | ----------------------- | ------------------------------- |
| 37 | Tom Rowe        | Jobb szélső | Amerikai Egyesült Államok | Washington Capitals     | London Knights (OMJHL)          |
| 38 | Mike Kitchen    | Védő        | Kanada                    | Kansas City Scouts      | Toronto Marlboros (OMJHL)       |
| 39 | Don Jackson     | Védő        | Amerikai Egyesült Államok | Minnesota North Stars   | University of Notre Dame (WCHA) |
| 40 | Fred Berry      | Center      | Kanada                    | Detroit Red Wings       | New Westminster Bruins (WCHL)   |
| 41 | Mike Fidler     | Bal szélső  | Amerikai Egyesült Államok | California Golden Seals | Boston University (ECAC)        |
| 42 | Mike McEwen     | Védő        | Kanada                    | New York Rangers        | Toronto Marlboros (OMJHL)       |
| 43 | Jim Kirkpatrick | Védő        | Kanada                    | St. Louis Blues         | Toronto Marlboros (OMJHL)       |
| 44 | Rob Flockhart   | Bal szélső  | Kanada                    | Vancouver Canucks       | Kamloops Chiefs (WCHL)          |
| 45 | Thomas Gradin   | Center      | Svédország                | Chicago Black Hawks     | Modo AIK (Elitserien)           |
| 46 | Rick Hodgson    | Védő        | Kanada                    | Atlanta Flames          | Calgary Centennials (WCHL)      |
| 47 | Morris Lukowich | Bal szélső  | Kanada                    | Pittsburgh Penguins     | Medicine Hat Tigers(WCHL)       |
| 48 | Alain Belanger  | Jobb szélső | Kanada                    | Toronto Maple Leafs     | Sherbrooke Castors (QMJHL)      |
| 49 | Don Moores      | Center      | Kanada                    | Los Angeles Kings       | Kamloops Chiefs (WCHL)          |
| 50 | Garth MacGuigan | Center      | Kanada                    | New York Islanders      | Montréal Juniors (QMJHL)        |
| 51 | Ron Zanussi     | Jobb szélső | Kanada                    | Minnesota North Stars   | London Knights (OMJHL)          |
| 52 | Gary McFadyen   | Jobb szélső | Kanada                    | Toronto Maple Leafs     | Hull Festivals (QMJHL)          |
| 53 | Craig Hanmer    | Védő        | Amerikai Egyesült Államok | Philadelphia Flyers     | Mohawk Valley Comets (NAHL)     |
| 54 | Bill Baker      | Védő        | Amerikai Egyesült Államok | Montréal Canadiens      | University of Minnesota (WCHA)  |
|    |                 |             |                           |                         |                                 |

### Negyedik kör
| #  | Játékos          | Poszt       | Nemzetiség                | NHL-csapat              | Egyetem/junior/klub csapat               |
| -- | ---------------- | ----------- | ------------------------- | ----------------------- | ---------------------------------------- |
| 55 | Al Glendinning   | Védő        | Kanada                    | Washington Capitals     | Calgary Centennials (WCHL)               |
| 56 | Mike Liut        | Kapus       | Kanada                    | St. Louis Blues         | Bowling Green University (CCHA)          |
| 57 | Mike Fedorko     | Védő        | Kanada                    | Minnesota North Stars   | Hamilton Fincups (OMJHL)                 |
| 58 | Kevin Schamehorn | Jobb szélső | Kanada                    | Detroit Red Wings       | New Westminster Bruins (WCHL)            |
| 59 | Warren Young     | Center      | Kanada                    | California Golden Seals | Michigan Technological University (WCHA) |
| 60 | Claude Périard   | Bal szélső  | Kanada                    | New York Rangers        | Trois-Rivières Draveurs (QMJHL)          |
| 61 | Paul Skidmore    | Kapus       | Amerikai Egyesült Államok | St. Louis Blues         | Boston College (ECAC)                    |
| 62 | Elmer Ray        | Bal szélső  | Kanada                    | Vancouver Canucks       | Calgary Centennials (WCHL)               |
| 63 | Dave Debol       | Center      | Amerikai Egyesült Államok | Chicago Black Hawks     | University of Michigan (WCHA)            |
| 64 | Kent Nilsson     | Jobb szélső | Svédország                | Atlanta Flames          | Djurgårdens IF (Elitserien)              |
| 65 | Greg Redquest    | Kapus       | Kanada                    | Pittsburgh Penguins     | Oshawa Generals (OMJHL)                  |
| 66 | Tim Williams     | Védő        | Kanada                    | Toronto Maple Leafs     | Victoria Cougars (WCHL)                  |
| 67 | Bob Mears        | Kapus       | Kanada                    | Los Angeles Kings       | Kingston Canadians (OMJHL)               |
| 68 | Ken Morrow       | Védő        | Amerikai Egyesült Államok | New York Islanders      | Bowling Green University (CCHA)          |
| 69 | Rocky Maze       | Bal szélső  | Kanada                    | Buffalo Sabres          | Edmonton Oil Kings (WCHL)                |
| 70 | Bob Miller       | Center      | Amerikai Egyesült Államok | Boston Bruins           | Ottawa 67's (OMJHL)                      |
| 71 | Dave Hynek       | Bal szélső  | Kanada                    | Philadelphia Flyers     | Kingston Canadians (OMJHL)               |
| 72 | Ed Clarey        | Jobb szélső | Kanada                    | Montréal Canadiens      | Cornwall Royals (QMJHL)                  |
|    |                  |             |                           |                         |                                          |

### Ötödik kör
| #  | Játékos          | Poszt       | Nemzetiség                | NHL-csapat              | Egyetem/junior/klub csapat          |
| -- | ---------------- | ----------- | ------------------------- | ----------------------- | ----------------------------------- |
| 73 | Doug Patey       | Jobb szélső | Kanada                    | Washington Capitals     | Sault Ste. Marie Greyhounds (OMJHL) |
| 74 | Rick McIntyre    | Bal szélső  | Kanada                    | Kansas City Scouts      | Oshawa Generals (OMJHL)             |
| 75 | Phil Verchota    | Bal szélső  | Amerikai Egyesült Államok | Minnesota North Stars   | University of Minnesota (WCHA)      |
| 76 | Dwight Schofield | Védő        | Amerikai Egyesült Államok | Detroit Red Wings       | London Knights (OMJHL)              |
| 77 | Darcy Regier     | Védő        | Kanada                    | California Golden Seals | Lethbridge Broncos (WCHL)           |
| 78 | Doug Caines      | Centet      | Kanada                    | New York Rangers        | St. Catharines Black Hawks (OMJHL)  |
| 79 | Cal Sandbeck     | Védő        | Amerikai Egyesült Államok | California Golden Seals | University of Denver (WCHA)         |
| 80 | Rick Durston     | Bal szélső  | Kanada                    | Vancouver Canucks       | Victoria Cougars (WCHL)             |
| 81 | Terry McDonald   | Center      | Kanada                    | Chicago Black Hawks     | Edmonton Oil Kings (WCHL)           |
| 82 | Mark Earp        | Kapus       | Kanada                    | Atlanta Flames          | Kamloops Chiefs (WCHL)              |
| 83 | Brendan Lowe     | Védő        | Kanada                    | Pittsburgh Penguins     | Sherbrooke Castors (QMJHL)          |
| 84 | Greg Hotham      | Védő        | Kanada                    | Toronto Maple Leafs     | Kingston Canadiens (OMJHL)          |
| 85 | Rob Palmer       | Védő        | Kanada                    | Los Angeles Kings       | University of Michigan (WCHA)       |
| 86 | Mike Hordy       | Védő        | Kanada                    | New York Islanders      | Sault Ste. Marie Greyhounds (OMJHL) |
| 87 | Ron Roscoe       | Védő        | Kanada                    | Buffalo Sabres          | Hamilton Fincups (OMJHL)            |
| 88 | Peter Vandemark  | Bal szélső  | Kanada                    | Boston Bruins           | Oshawa Generals (OMJHL)             |
| 89 | Robin Lang       | Védő        | Kanada                    | Philadelphia Flyers     | Cornell University (ECAC)           |
| 90 | Maurice Barrette | Kapus       | Kanada                    | Montréal Canadiens      | Québec Remparts (QMJHL)             |
|    |                  |             |                           |                         |                                     |

### Hatodik kör
| #   | Játékos         | Poszt       | Nemzetiség                | NHL-csapat              | Egyetem/junior/klub csapat               |
| --- | --------------- | ----------- | ------------------------- | ----------------------- | ---------------------------------------- |
| 91  | Jim Bedard      | Kapus       | Kanada                    | Washington Capitals     | Sudbury Wolves (OMJHL)                   |
| 92  | Larry Skinner   | Center      | Kanada                    | Kansas City Scouts      | Ottawa 67's (OMJHL)                      |
| 93  | Dave Delich     | Center      | Amerikai Egyesült Államok | Minnesota North Stars   | Colorado College (WCHA)                  |
| 94  | Tony Horvath    | Védő        | Kanada                    | Detroit Red Wings       | Sault Ste. Marie Greyhounds (OMJHL)      |
| 95  | Jouni Rinne     | Jobb szélső | Finnország                | California Golden Seals | Rauman Lukko (SM-liiga)                  |
| 96  | Barry Scully    | Jobb szélső | Kanada                    | New York Rangers        | Kingston Canadians (OMJHL)               |
| 97  | Nels Goddard    | Védő        | Kanada                    | St. Louis Blues         | Michigan Technological University (WCHA) |
| 98  | Rob Tudor       | Jobb szélső | Kanada                    | Vancouver Canucks       | Regina Pats (WCHL)                       |
| 99  | John Peterson   | Kapus       | Kanada                    | Chicago Black Hawks     | University of Notre Dame (WCHA)          |
| 100 | Don Wilson      | Védő        | Kanada                    | Washington Capitals     | St. Catharines Black Hawks (OMJHL)       |
| 101 | Vic Sirko       | Védő        | Kanada                    | Pittsburgh Penguins     | Oshawa Generals (OMJHL)                  |
| 102 | Dan Djakalovi   | Center      | Kanada                    | Toronto Maple Leafs     | Kitchener Rangers (OMJHL)                |
| 103 | Larry McRae     | Kapus       | Kanada                    | Los Angeles Kings       | Windsor Spitfires (OMJHL)                |
| 104 | Yvon Vautour    | Jobb szélső | Kanada                    | New York Islanders      | Laval National (QMJHL)                   |
| 105 | Don Lemieux     | Védő        | Kanada                    | Buffalo Sabres          | Trois-Rivières Draveurs (QMJHL)          |
| 106 | Ted Olson       | Bal szélső  | Kanada                    | Boston Bruins           | Calgary Centennials (WCHL)               |
| 107 | Paul Klasinski  | Bal szélső  | Amerikai Egyesült Államok | Philadelphia Flyers     | St. Paul Vulcans (MWJHL)                 |
| 108 | Pierre Brassard | Bal szélső  | Kanada                    | Montréal Canadiens      | Cornwall Royals (QMJHL)                  |
|     |                 |             |                           |                         |                                          |

### Hetedik kör
| #   | Játékos        | Poszt       | Nemzetiség                | NHL-csapat            | Egyetem/junior/klub csapat            |
| --- | -------------- | ----------- | ------------------------- | --------------------- | ------------------------------------- |
| 109 | Dale Rideout   | Kapus       | Kanada                    | Washington Capitals   | Flin Flon Bombers (WCHL)              |
| 110 | Jeff Barr      | Védő        | Amerikai Egyesült Államok | Minnesota North Stars | Michigan State University (WCHA)      |
| 111 | Fern LeBlanc   | Center      | Kanada                    | Detroit Red Wings     | Sherbrooke Castors (QMJHL)            |
| 112 | Rémi Levesque  | Center      | Kanada                    | New York Rangers      | Quebec Remparts (QMJHL)               |
| 113 | Mike Eaves     | Center      | Amerikai Egyesült Államok | St. Louis Blues       | University of Wisconsin (WCHA)        |
| 114 | Brad Rhiness   | Center      | Kanada                    | Vancouver Canucks     | Kingston Canadians (OMJHL)            |
| 115 | John Rothstein | Jobb szélső | Amerikai Egyesült Államok | Chicago Black Hawks   | University of Minnesota-Duluth (WCHA) |
| 116 | Charlie Skjodt | Center      | Kanada                    | Toronto Maple Leafs   | Windsor Spitfires (OMJHL)             |
| 117 | Ray Kurpis     | Jobb szélső | Amerikai Egyesült Államok | Philadelphia Flyers   | Austin Mavericks (MWJHL)              |
| 118 | Rich Gosselin  | Center      | Kanada                    | Montréal Canadiens    | Flin Flon Bombers (WCHL)              |
|     |                |             |                           |                       |                                       |

### Nyolcadik kör
| #   | Játékos        | Poszt       | Nemzetiség | NHL-csapat          | Egyetem/junior/klub csapat               |
| --- | -------------- | ----------- | ---------- | ------------------- | ---------------------------------------- |
| 119 | Al Dumba       | Jobb szélső | Kanada     | Washington Capitals | Regina Pats (WCHL)                       |
| 120 | Claude Legris  | Kapus       | Kanada     | Detroit Red Wings   | Sorel Éperviers (QMJHL)                  |
| 121 | Jacques Soguel | Center      | Svájc      | St. Louis Blues     | HC Davos (Switzerland)                   |
| 122 | Stu Ostlund    | Center      | Kanada     | Vancouver Canucks   | Michigan Technological University (WCHA) |
| 123 | John Gregory   | Védő        | Kanada     | Montréal Canadiens  | University of Wisconsin (WCHA)           |
|     |                |             |            |                     |                                          |

### Kilencedik kör
| #   | Játékos       | Poszt | Nemzetiség                | NHL-csapat         | Egyetem/junior/klub csapat               |
| --- | ------------- | ----- | ------------------------- | ------------------ | ---------------------------------------- |
| 124 | Dave Dornseif | Védő  | Amerikai Egyesült Államok | St. Louis Blues    | Providence College (ECAC)                |
| 125 | Bruce Horsch  | Kapus | Amerikai Egyesült Államok | Montréal Canadiens | Michigan Technological University (WCHA) |
|     |               |       |                           |                    |                                          |

### Tizedik kör
| #   | Játékos      | Poszt      | Nemzetiség                | NHL-csapat         | Egyetem/junior/klub csapat          |
| --- | ------------ | ---------- | ------------------------- | ------------------ | ----------------------------------- |
| 126 | Brad Wilson  | Center     | Amerikai Egyesült Államok | St. Louis Blues    | Providence College (ECAC)           |
| 127 | John Tavella | Bal szélső | Kanada                    | Montréal Canadiens | Sault Ste. Marie Greyhounds (OMJHL) |
|     |              |            |                           |                    |                                     |

### Tizenegyedik kör
| #   | Játékos       | Poszt       | Nemzetiség                | NHL-csapat         | Egyetem/junior/klub csapat    |
| --- | ------------- | ----------- | ------------------------- | ------------------ | ----------------------------- |
| 128 | Dan Hoene     | Jobb szélső | Amerikai Egyesült Államok | St. Louis Blues    | University of Michigan (WCHA) |
| 129 | Mark Davidson | Bal szélső  | Kanada                    | Montréal Canadiens | Flin Flon Bombers (WCHL)      |
|     |               |             |                           |                    |                               |

### Tizenkettedik kör
| #   | Játékos        | Poszt      | Nemzetiség | NHL-csapat         | Egyetem/junior/klub csapat  |
| --- | -------------- | ---------- | ---------- | ------------------ | --------------------------- |
| 130 | Goran Lindblom | Védő       | Svédország | St. Louis Blues    | Skellefteå AIK (Elitserien) |
| 131 | Bill Wells     | Bal szélső | Kanada     | Montréal Canadiens | Cornwall Royals (QMJHL)     |
|     |                |            |            |                    |                             |

### Tizenharmadik kör
| #   | Játékos    | Poszt      | Nemzetiség | NHL-csapat         | Egyetem/junior/klub csapat         |
| --- | ---------- | ---------- | ---------- | ------------------ | ---------------------------------- |
| 132 | Jim Bales  | Kapus      | Kanada     | St. Louis Blues    | University of Denver (WCHA)        |
| 133 | Ron Wilson | Bal szélső | Kanada     | Montréal Canadiens | St. Catharines Black Hawks (OMJHL) |
|     |            |            |            |                    |                                    |

### Tizennegyedik kör
| #   | Játékos          | Poszt      | Nemzetiség | NHL-csapat      | Egyetem/junior/klub csapat |
| --- | ---------------- | ---------- | ---------- | --------------- | -------------------------- |
| 134 | Anders Håkansson | Bal szélső | Svédország | St. Louis Blues | AIK IF (Elitserien)        |
|     |                  |            |            |                 |                            |

### Tizenötödik kör
| #   | Játékos          | Poszt  | Nemzetiség | NHL-csapat      | Egyetem/junior/klub csapat |
| --- | ---------------- | ------ | ---------- | --------------- | -------------------------- |
| 135 | Juhani Wallenius | Center | Finnország | St. Louis Blues | Rauma Lukko (SM-liiga)     |
|     |                  |        |            |                 |                            |